# Aniquilador de sirvientas

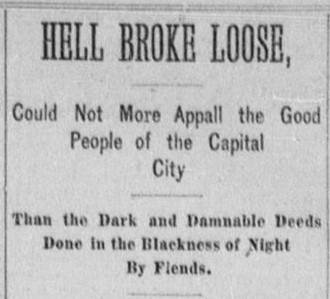
Titular sobre el aniquilador de sirvientas en el Fort Worth Gazette del 26 de diciembre de 1885: "Hell Broke Loose" (El infierno se desató).

El Aniquilador de sirvientas (Servant Girl Annihilator), también conocido como El Hachero de Austin (Austin Axe Murderer) y El Asesino de Medianoche (Midnight Assassin), fue un asesino en serie estadounidense no identificado que actuó en la ciudad de Austin, Texas, entre 1884 y 1885. El sobrenombre más popular le fue dado por el escritor O. Henry. Fuentes contemporáneas se refirieron a la serie de ocho asesinatos con hacha como los asesinatos de sirvientas.
El número del 26 de diciembre de 1885 del The New York Times informó que los "asesinatos fueron cometidos por un loco astuto, que está obsesionado por el tema de matar mujeres". Los brutales asesinatos representan el primer ejemplo de un asesino en serie operando en una gran ciudad de Estados Unidos, tres años antes de los asesinatos de Jack el Destripador en Whitechapel. Estos fueron mucho más sonados al suceder en la entonces ciudad más grande del mundo, Londres, y capital de la primera potencia mundial, el imperio británico. Irónicamente, en 1902 Nueva York superó a Londres como la ciudad más poblada y tras la Primera Guerra Mundial Estados Unidos arrebató definitivamente el título de primera potencia a Inglaterra.
Según el autor Philip Sugden en The Complete History of Jack the Ripper, la conjetura de que el asesino de Texas y Jack el Destripador fueran el mismo hombre se originó en octubre de 1888, cuando un editor del Atlanta Journal la propuso, tras los asesinatos de Elizabeth Stride y Catherine Eddowes.

## Asesinatos
Según el Texas Monthly, el asesino ultimó a siete mujeres (cinco negras, dos blancas) y un hombre negro. Además, hirió gravemente a seis mujeres y dos hombres.
Todas las víctimas fueron atacadas con un hachazo en la cabeza en el interior mientras dormían en sus camas. El arma fue tomada en la cocina o la leñera en la propia casa. Cinco de las mujeres fueron arrastradas, inconscientes pero aún vivas, violadas y asesinadas con el hacha al aire libre. Tres de las mujeres fueron gravemente mutiladas así. El arma era dejada abandonada cerca del cadáver.
Todas las víctimas fueron colocadas de manera similar, y a seis de las mujeres asesinadas les insertaron un "objeto punzante" en los oídos, probablemente una puñalada con un cuchillo.
La serie de asesinatos terminó con la muerte de dos mujeres blancas casadas, Eula Phillips, de 17 años, y Susan Hancock, quien fue atacada mientras dormía en la cama de su hija de 16 años la noche del 24 de diciembre de 1885. Moses Hancock fue acusado de matar a su esposa, pero fue absuelto poco después.
Sólo uno de los detenidos, James Phillips, fue condenado. Fue declarado culpable de asesinar a su esposa Eula y preparar la escena para inculpar al asesino en serie, pero la condena fue posteriormente anulada.
Las autoridades de Londres mientras investigaban los crímenes de Whitechapel interrogaron a varios vaqueros estadounidenses, uno de los cuales (según los autores de Jack el Destripador, de la A a la Z ) era posiblemente Buck Taylor, un actor del espectáculo del Salvaje Oeste de Buffalo Bill. Taylor nació en Fredericksburg, Texas, a unas 70 millas al oeste de Austin.
Según un artículo de primera plana del The New York Times del 26 de diciembre de 1885, 400 hombres fueron arrestados durante el transcurso del año. Según el Texas Monthly, los poderosos funcionarios electos se negaron a creer que un hombre, o un grupo de hombres, fuera responsable de todos los asesinatos.
La comunidad afroamericana y entre ellos algunos practicantes de vudú creían que el asesino era un hombre blanco que tenía poderes mágicos que le permitían volverse invisible, ya que no se escuchó a ningún perro ladrar afuera o en los patios cercados adyacentes a los lugares donde ocurrieron los asesinatos.
La serie de asesinatos cesó cuando se contrataron policías adicionales, se ofrecieron recompensas y los ciudadanos formaron un comité de vigilancia para patrullar las calles por la noche. Los periódicos contemporáneos informaron que los agresores aparentemente habían huido de la zona, ya que las autoridades no atribuyeron oficialmente más asesinatos al asesino.

## Víctimas
- Mollie Smith, una sirvienta mulata de 25 años y con un hijo de 10, fue asesinada la noche del 30 de diciembre de 1884. Su pareja Walter Spencer, de 30 años, resultó gravemente herido.[1] Tras recibir un hachazo en la cabeza, ella fue arrastrada inconsciente al exterior nevado, violada y mutilada a hachazos en el espacio entre la casa y la letrina.
- Clara Strand y Christine Martenson, dos sirvientas suecas, resultaron gravemente heridas en la cabeza con objetos contundentes mientras dormían la noche del 19 de marzo de 1885.[1]
- Eliza Shelly, una cocinera negra, de unos treinta años, casada (su marido por entonces se encontraba en prisión) y madre de tres hijos, fue asesinada la noche del 6 de mayo de 1885, tras[1] ser arrastrada fuera de la casa de la familia para la que trabajaba.
- Irene Cross, una sirvienta negra, fue asesinada por un hombre con un cuchillo la noche del 22 de mayo de 1885. Un periodista que acudió a la escena declaró que era "como si le hubieran arrancado el cuero cabelludo". [1] Cross era viuda, y vivía con su hijo adolescente y un sobrino de ocho años. Aquella noche, su hijo no estaba pero el sobrino sí, siendo uno de las pocas personas que vio al asesino, al que describió como "un hombre negro grande y fornido, descalzo y con los pantalones arremangados".
- Clara Dick resultó gravemente herida en agosto de 1885.[1][14]
- Mary Ramey, de 11 años, fue asesinada la noche del 30 de agosto de 1885. Golpeada en la cabeza con un hacha, fue arrastrada al lavadero, violada y mutilada. Su madre viuda, la sirvienta Rebecca Ramey, de 50 años, resultó gravemente herida.[1] Era la menor de sus tres hijos.
- La joven de 20 años Gracie Vance y su pareja, Orange Washington, fueron asesinados la noche del 28 de septiembre de 1885, mientras dormían en la cabaña detrás de la casa del empleador de Washington. Según un periódico local, la cabeza de Vance "casi había sido reducida a gelatina". [15][1]

Las dos últimas víctimas mortales fueron mujeres blancas atacadas la misma noche:
- Susan Hancock, nacida en Alabama en 1840, fue asesinada la noche del 24 de diciembre de 1885.[1] Sus dos hijas adolescentes habían ido a una fiesta de Navidad y ella dormía en la cama de una de ellas cuando fue golpeada y arrastrada al patio trasero. Su marido que dormía en el dormitorio principal se despertó al oír un ruido y ahuyentó al intruso. Gravemente herida, murió tres días después.
- Eula Phillips fue asesinada la misma noche del 24 de diciembre de 1885 apenas una hora más tarde. Tenía 17 años, se había casado con quince y tenía un hijo de un año. Acababa de reconciliarse con su marido después de tener un romance adúltero con un rico y atractivo soltero. Habían salido esa noche y ella llegó primero. Cuando él entró y la buscó, la encontró tendida en el patio trasero. Su marido fue detenido y juzgado, sospechándose que la había matado en venganza por la infidelidad.

## Relatos de testigos oculares
Según un artículo de julio de 2000 en el Texas Monthly, hubo un testigo que afirmó haber visto al asesino, pero dio información contradictoria a la policía.
Se informó en la época que el asesino era blanco o negro; o un "hombre amarillo" pintado de negro humo para ocultar el color de su piel; o un hombre que lleva un sombrero de ala ancha; o un hombre con sombrero y un trapo blanco que cubría la parte inferior de su rostro. También hubo informes de que el asesino trabajaba con un cómplice o pertenecía a una banda de asesinos. La policía lo desestimó todo, como fruto del pánico colectivo. Una posibilidad más seria que barajó fue un cocinero malayo que trabajaba en el hotel Pearl House, conocido como Maurice. Les dijo a algunos conocidos que planeaba embarcar para Londres y dejó Austin en enero de 1886, justo cuando cesaron los crímenes. Las sospechas aumentaron porque el hotel estaba cerca de la mayoría de las casas atacadas. El Austin-American Statesman especuló en noviembre de 1888 sobre la posibilidad de que Maurice continuara su ola de crímenes en Londres como Jack el Destripador.

## Nathan Elgin
El 15 de julio de 2014, el programa de televisión de PBS History Detectives emitió un episodio sobre los asesinatos. Utilizando una combinación de investigación histórica y técnicas modernas, incluida la elaboración de perfiles psicológicos y geográficos, identificaron a un sospechoso: Nathan Elgin, un sirviente afroamericano de 19 años.
Elgin se crio en Austin, por lo que conocía bien la ciudad, trabajó muy cerca de las escenas del crimen y le faltaba el dedo meñique del pie derecho, que era similar a huellas en la nieve en el asesinato de Smith y en sangre sobre el piso en el de Ramey y Phillips bien marcadas debido al peso que portaba, donde el pie derecho mostraba cuatro dedos, sin el pequeño, dejadas por el asesino, que se descalzaba para no hacer ruido. En febrero de 1886, poco después del último asesinato, la policía mató a tiros a un Elgin furioso tras salir de un saloon persiguiendo a una joven con un cuchillo.
En mayo de 1886 en el juicio de James Phillips, se presentó como prueba tablas arrancadas del piso con huellas ensangrentadas, se entintaron los pies del acusado y se compararon las huellas, que resultaron muy distintas. El sheriff Malcolm Hornsby testificó luego en el juicio de Moses Hanckok que a la vista del dedo faltante, había hecho un molde del pie derecho de Nathan Elgin y que las huellas que dejaba coincidían con las encontradas en los asesinatos de Phillips y Ramey, además del hecho de que desde la muerte de Elgin los crímenes habían cesado. Aun así, el jurado, después de dos días de deliberación, se declaró en desacuerdo y el caso fue desestimado sin un veredicto.

## En la cultura popular
William Sydney Porter, más conocido como el cuentista O. Henry, vivía en Austin en el momento de los asesinatos. Porter acuñó el término "Aniquiladores de sirvientas" en una carta del 10 de mayo de 1885 dirigida a su amigo Dave Hall y posteriormente incluida en su antología Rolling Stones: "La ciudad es terriblemente aburrida", escribió Porter, "excepto por las frecuentes redadas de los Aniquiladores de sirvientas, que animan las cosas en las horas aburridas de la noche. . . ". Sin embargo, ningún periódico contemporáneo ni fuente publicada se refirió entonces al asesino como "El aniquilador de sirvientas".
En 2000, Steven Saylor publicó la novela Un giro al final, que reconstruía detalladamente los asesinatos y los juicios posteriores, con el joven William Sydney Porter desempeñando un papel ficticio. La novela fue publicada en el Reino Unido (como Honor the Dead) y ha sido traducida al portugués y al húngaro.
El episodio 6 (2015) del podcast Tanis, un docudrama de misterio y suspense, se titula "The Servant Girl Annihilator". Sugiere una conexión entre los asesinatos y los misterios centrales de la historia actual del podcast.
En 2022, The Drag Audio Production House publicó un podcast de cuatro partes, una serie de no ficción sobre los asesinatos. Exploró las muertes de las víctimas y las teorías que rodean al asesino o asesinos.